# Uni Arge
Uni Jógvanson Arge (* 20. Januar 1971 in Tórshavn, Färöer) ist ein dänischer Journalist und Musiker sowie ehemaliger Fußball- und Handballspieler. Für die färöische Fußballnationalmannschaft schoss er als Spieler die drittmeisten Tore.

## Fußball

### Verein
Arge begann seine Karriere beim HB Tórshavn, für den er als Amateur die ersten sechs Jahre aktiv war. Sein Debüt gab er 1988 am achten Spieltag der ersten Liga, als er beim Stand von 0:1 im Heimspiel gegen ÍF Fuglafjørður in der 61. Minute eingewechselt wurde und zum 1:1 traf, das Spiel wurde schlussendlich mit 3:1 gewonnen. Bereits im ersten Jahr wurde das Double aus Meisterschaft und Pokal (1:0 gegen NSÍ Runavík) erreicht. Der Erfolg im Pokal konnte 1989 durch ein 2:0 im Wiederholungsspiel gegen B71 Sandur und 1992 durch ein 1:0 gegen KÍ Klaksvík wiederholt werden, wobei Arge in den Finalspielen 1989 nicht zum Einsatz kam. 1990 konnte die zweite Meisterschaft errungen werden, an der unter anderem auch Jan Dam und Jóannes Jakobsen beteiligt waren. 1993 wurde Arge erstmals Torschützenkönig in der ersten Liga mit elf Toren. 1994 erfolgte ein kurzes Gastspiel bei IK Skovbakken in Dänemark, noch im selben Jahr kehrte er zu HB zurück und bestritt zwei Spiele für die zweite Mannschaft. Ab der nächsten Saison zählte er wieder zu den Stammspielern der ersten Mannschaft, mit der er 1995 durch ein 3:1 gegen B68 Toftir den nächsten Pokalerfolg feiern konnte. 1997 wurde Arge erneut Torschützenkönig mit 24 Toren, dem bisherigen Landesrekord. 1998 und 1999 bestritt er einige Spiele für Leiftur in der Landsbankadeild sowie für Aarhus Fremad in der Superliga. Nach zwei weiteren Spielen für HB kehrte er nach Island zurück und spielte dort eine Saison bei ÍA Akranes und wurde in diesem Jahr isländischer Pokalsieger durch ein 2:1 im Finale gegen ÍBV Vestmannaeyjar. Ab 2001 spielte Arge wieder durchgehend für die erste Mannschaft von HB Tórshavn. Nachdem er 2002 seine dritte Meisterschaft zusammen mit Jan Dam, Andrew av Fløtum, Jón Rói Jacobsen, Rógvi Jacobsen und Jóhannis Joensen gewinnen konnte und seine Karriere aufgrund von Rückenproblemen für beendet erklärte, feierte er drei Jahre später im ersten Team sein Comeback, nachdem er im Laufe der Saison bereits für die zweite Mannschaft eingesetzt wurde. 2006 beendete er bei HB endgültig seine Karriere.

#### Europapokal
Arge spielte insgesamt in elf Partien des internationalen Vereinsfußballs. Sein Debüt gab er für HB Tórshavn 1993/94 in der Vorrunde vom Europapokal der Pokalsieger. Das Hinspiel wurde auswärts mit 0:1 gegen RAF Jelgava verloren, da der Gegner jedoch nicht zum Rückspiel antrat, wurde die Hauptrunde erreicht, in der HB mit 0:4 und 0:3 gegen FC Universitatea Craiova das Nachsehen hatte. Sein einziges Tor im Europapokal gelang ihm 1997/98 im Europapokal der Pokalsieger beim Hinspiel gegen APOEL Nikosia zum 1:1-Endstand, das Rückspiel verlor HB allerdings mit 0:6. Dies war zugleich Arges letztes Europapokalspiel.

### Nationalmannschaft
Am 5. August 1992 debütierte Arge gemeinsam mit Jón Johannesen, John Ryan, Jacob Eli Olsen und Óli Johannesen in der Fußballnationalmannschaft der Färöer bei einem Freundschaftsspiel gegen Israel, welches in Toftir 1:1 endete. Nur einen Tag später absolvierte er in Tórshavn sein einziges Spiel für das färöische U-21-Team ebenfalls gegen Israel, wobei er beim 2:6 das Tor zum 2:5 erzielte. Arge schoss am 25. April 1993 sein erstes Tor für die A-Nationalmannschaft der Färöer im WM-Qualifikationsspiel gegen Zypern in Limassol, als er den 1:3-Endstand markierte. Bis 2002 nahm er an 37 Spielen teil und schoss dabei acht Tore, wodurch er auf Platz drei der ewigen Rekordtorschützen der Färöer steht (hinter Rógvi Jacobsen (10) und Todi Jónsson (9)). Sein letztes Spiel absolvierte Arge am 13. Februar 2002 im Freundschaftsspiel gegen Liechtenstein in Peyia, er erzielte hierbei das 1:0-Siegtor.

### Erfolge
- 3× Färöischer Meister: 1988, 1990, 2002
- 4× Färöischer Pokalsieger: 1988, 1989, 1992,  1995
- 1× Isländischer Pokalsieger: 2000
- 2× Torschützenkönig der ersten färöischen Liga: 1993, 1997

## Handball
Für den färöischen Handballverein Kyndil Tórshavn spielte Arge ebenfalls und erzielte in der ersten Liga bis Ende 2005 in 105 Spielen insgesamt 693 Tore.

## Persönliches
Uni Arge ist der Sohn des Journalisten und Politikers Jógvan Arge. 1999 machte er seinen Abschluss als Journalist und arbeitet seitdem in diesem Beruf. 2004 debütierte er mit seinem ersten Buch Komin er nú onnur øld – ein lýsing av okkara samtíð („Jetzt ist ein anderes Zeitalter angebrochen – eine Betrachtung unserer Gegenwart“). Hierbei handelt es sich um ein gesellschaftskritisches Sachbuch zu den Problemen unserer Zeit aus färöischer Sicht.
Im Oktober 2007 kam Arges erste CD Mitt í sjónum („Mitten in See“) heraus. Nach eigenen Angaben macht er schon Musik seit er 11 ist, aber die Fußballkarriere hatte ihn immer am großen Traum eines eigenen Albums gehindert.

## Bücher
- 2004 Komin er nú onnur øld – ein lýsing av okkara samtíð („Jetzt ist ein anderes Zeitalter angebrochen – eine Betrachtung unserer Gegenwart“)

## Diskographie
- 2007 Mitt í sjónum